# As-Sura
As-Sura (arab. الصورة) – miejscowość w Syrii, w muhafazie Dara. W 2004 roku liczyła 4021 mieszkańców.